# Python molurus
Python molure
Espèce
Synonymes
- Coluber molurus Linnaeus, 1758
- Python castanea Schneider, 1801
- Python cinerea Schneider, 1801
- Python albicans Schneider, 1801
- Python orbiculata Schneider, 1801
- Python ordinata Schneider, 1801
- Coluber boaeformis Shaw, 1802
- Python bora Daudin, 1803
- Python tigris Daudin, 1803
- Python jamesonii Gray, 1842
- Python molurus var sondaica Werner, 1899
- Python molurus var intermedia Werner, 1899
- Python molurus var ocellatus Werner, 1899
- Python molurus pimbura Deraniyagala, 1945

Statut de conservation UICN

NT : Quasi menacé
Le Python molure ou Python indien (Python molurus) est une espèce de serpents de la famille des Pythonidae.

## Description
C'est un gros serpent constricteur, pouvant atteindre les 5 à 7 m de long pour une masse allant jusqu'à 140 kg dans la nature.

## Taxinomie
Le Python molure est décrit par le naturaliste suédois Carl von Linné dans la dixième édition de son Systema naturae de 1758, sous le protonyme de Coluber molurus. En 1820, Heinrich Kuhl décrit le Python birman sous le nom de Python bivittatus, qui sera longtemps traité comme une sous-espèce du molure, avant d'être à nouveau élevé au rang d'espèce. De ce fait, Python molurus est dorénavant monotypique.

## Répartition

Répartition géographique naturelle du Python molure.

Cette espèce se rencontre au Pakistan, en Inde, en Birmanie, au Sri Lanka, au sud du Népal, au Bhoutan, au Bangladesh et au Viêt Nam.
Au XXe siècle il a aussi été introduit illégalement en Floride (par des terrariophiles non avertis de la taille du serpent et qui, ne pouvant plus le loger et s'en occuper quand il atteint sa taille adulte, le relâchent dans la nature)  et depuis il colonise les Everglades où il est en concurrence avec l'alligator du Mississippi et où il menace la faune locale.

## Habitat
On trouve Python molurus dans une grande variété d'habitats allant de la jungle et des prairies plus ou moins arborées aux marais, en passant par les forêts tropicales ou espaces rocailleux. Il peut parfois être présent dans des terriers de mammifères abandonnés, des troncs d'arbres creux ou de la mangrove.
Dans tous les cas, ils sont présents auprès d'une source d'eau permanente.

## Alimentation

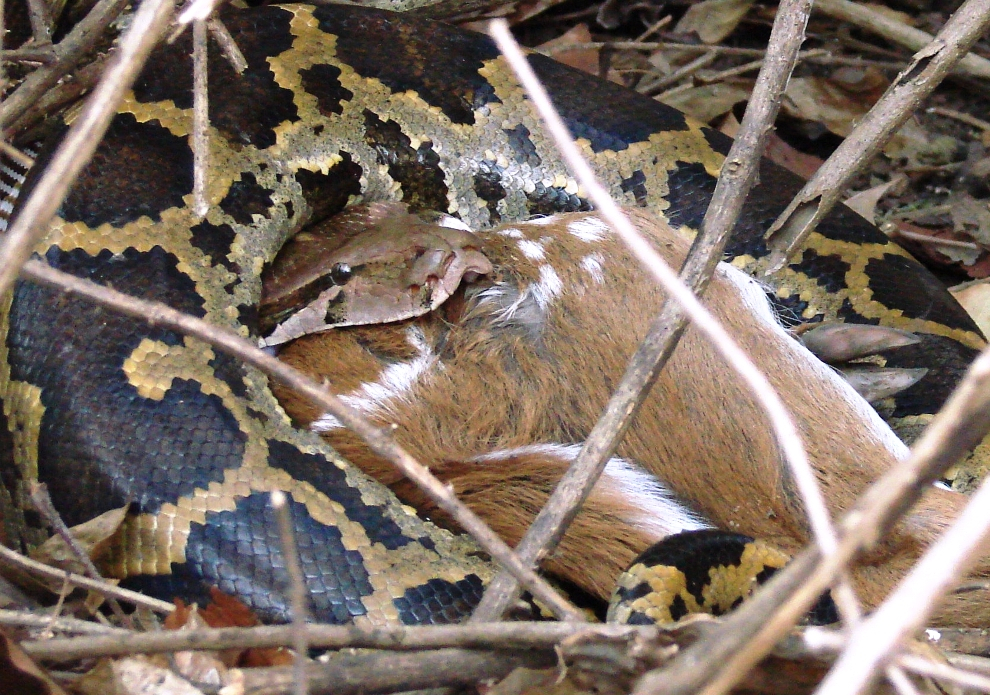
Python molure en train d'avaler un jeune Cerf axis dans le Parc national de Mudumalai en Inde

Ce serpent se nourrit de mammifères, oiseaux et reptiles. Il chasse à l'affût et pratique la constriction sur ses proies. Comme beaucoup de serpents constricteurs, les os de ses mâchoires sont disjoints, ce qui lui permet d'avaler des proies de grande taille.

## Reproduction
Bien qu'ayant une reproduction sexuée (animaux ovipares), il est fait mention par plusieurs auteurs de spécimens présumés parthénogèniques (Groot et al., 2003 et Kuhn & Schmidt, 2003).
La reproduction sexuée peut avoir lieu lorsque la femelle a atteint la taille d'environ 4 mètres. Deux mois après l’accouplement, elle pond une centaine d'œufs dans un endroit chaud. Les jeunes naissent après avoir été couvés deux mois par leur mère, qui a la capacité de faire augmenter la température de son corps au-delà de la température ambiante par contraction musculaire (bien que Python molurus, à l'instar des autres serpents, soit une espèce poïkilotherme). Les jeunes mesurent de 40 à 55 cm et sont susceptibles de se nourrir de rongeurs et autres petits vertébrés.

## Menaces et protection
La principale menace pour cette espèce est la dégradation de son habitat. De plus ce serpent a souvent été tué pour sa peau. Il est également parfois mangé par des populations indiennes, où sa graisse est réputée pour avoir des vertus médicinales.
L'espèce est considérée comme « quasi menacée » par l'UICN.
Par ailleurs, elle est protégée par plusieurs législations locales, comme celles des États indiens de Kerala et de Tamil Nadu.
Python molurus est classé en annexe I de la CITES.

## Conservation en captivité
Le python indien (Python molurus), est difficilement accessible sur le marché (il est soumis à l'annexe I de la CITES). La maintenance est similaire au Python bivittatus, autrefois considéré comme une sous-espèce de Python molurus, est plus souvent rencontré en captivité que ce dernier mais est parfois désigné sous le même nom ("python molure"), ce qui peut prêter à confusion.
Il est par exemple considéré comme un animal dangereux en droit français et sa détention soumise à l'obtention d'un certificat de capacité.

## Étymologie
Le nom spécifique molurus vient du grec molouros qui désignait un serpent (Wall, 1921).

## Galerie

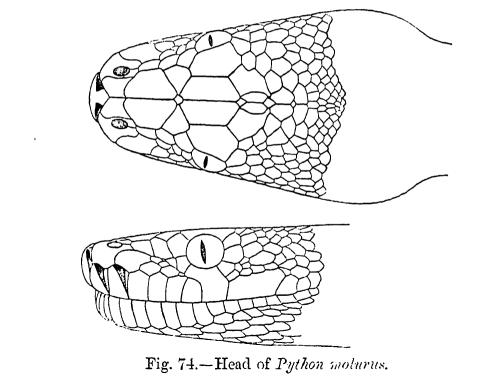
Écailles de la tête.
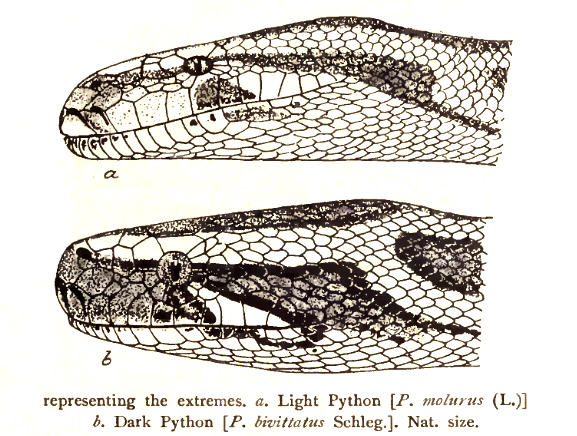
Python molurus (en haut) ; Python bivittatus (en bas).
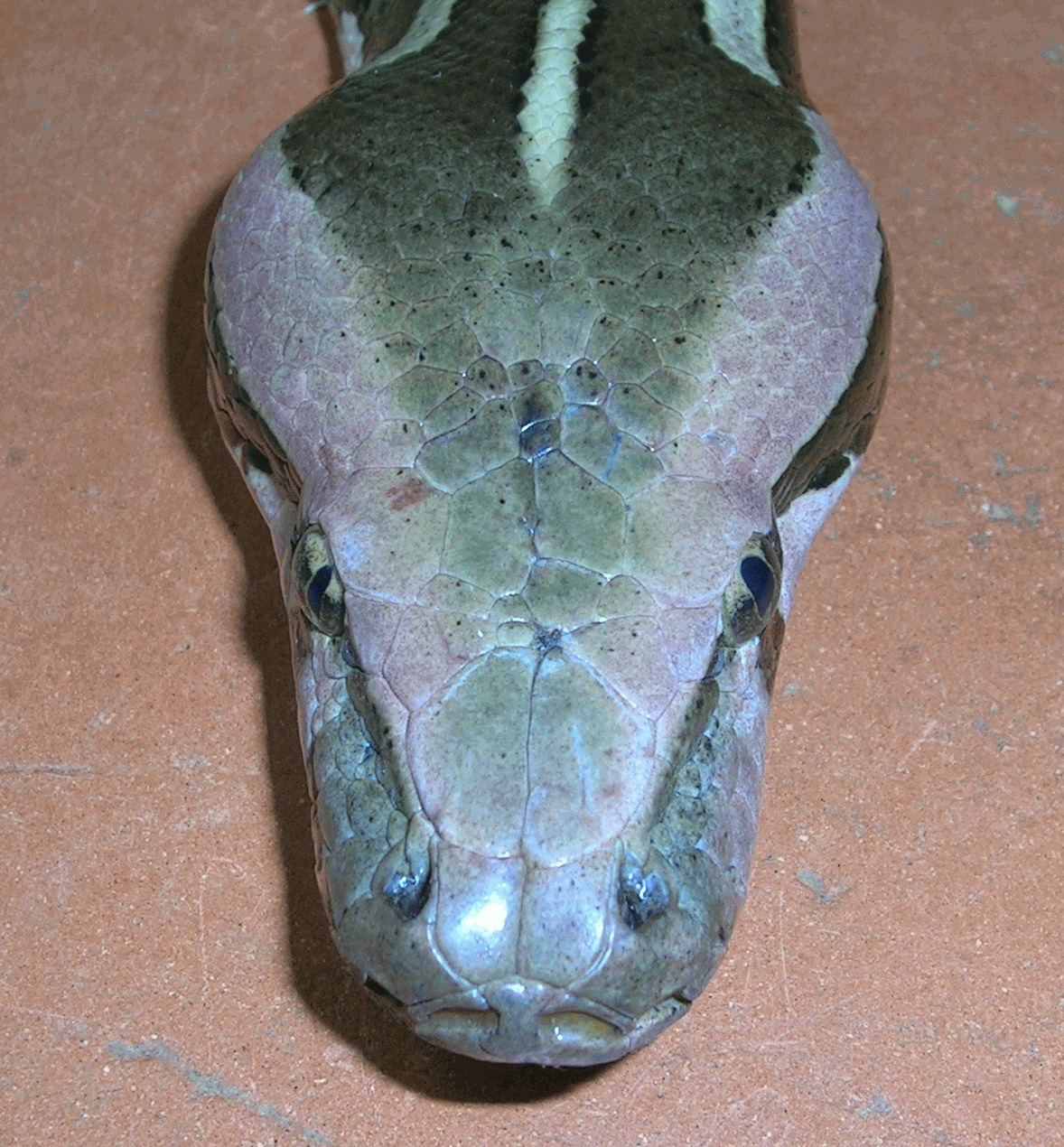
Tête vue de haut.
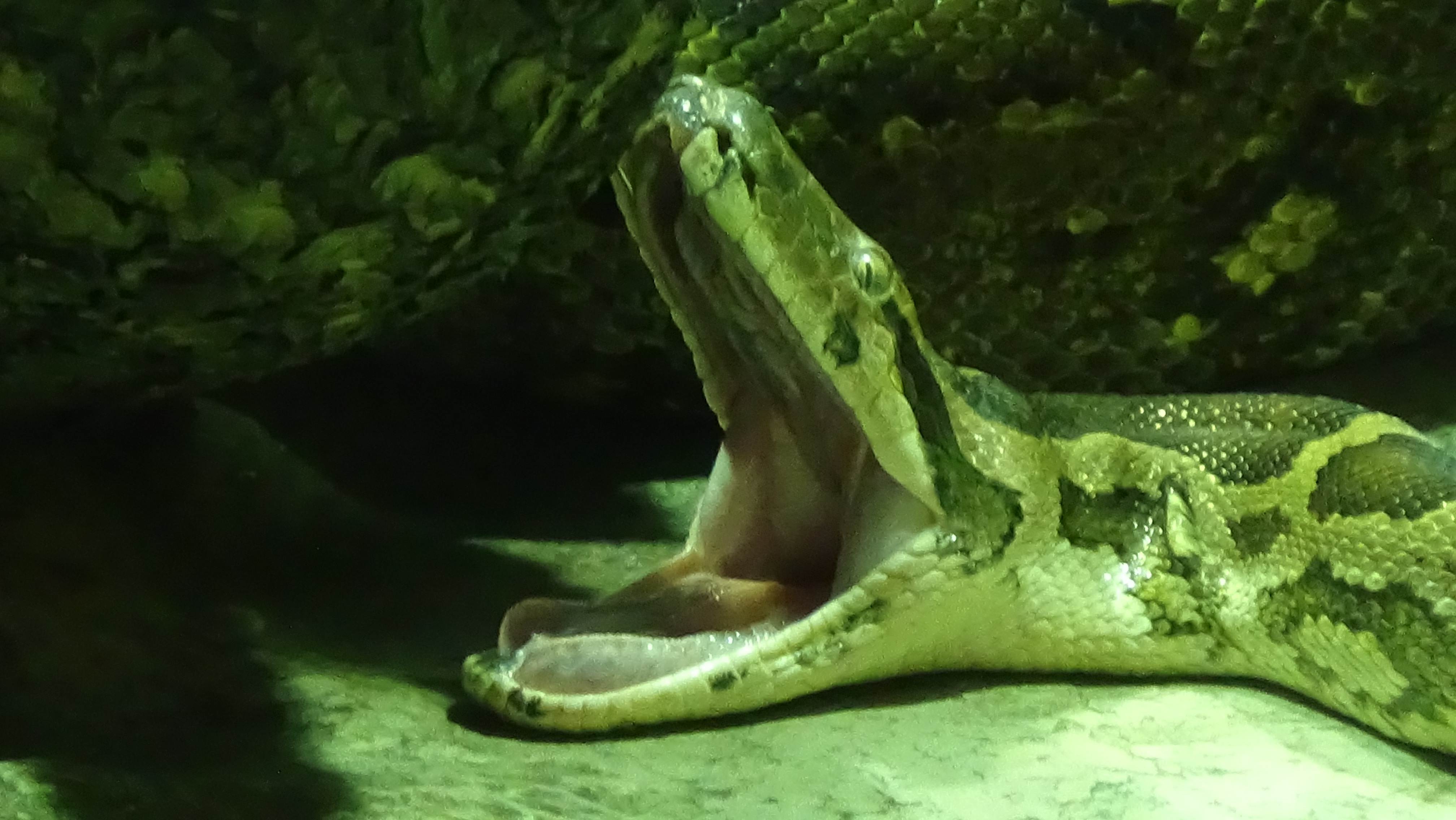
Python molure (Jardin des plantes de Paris).
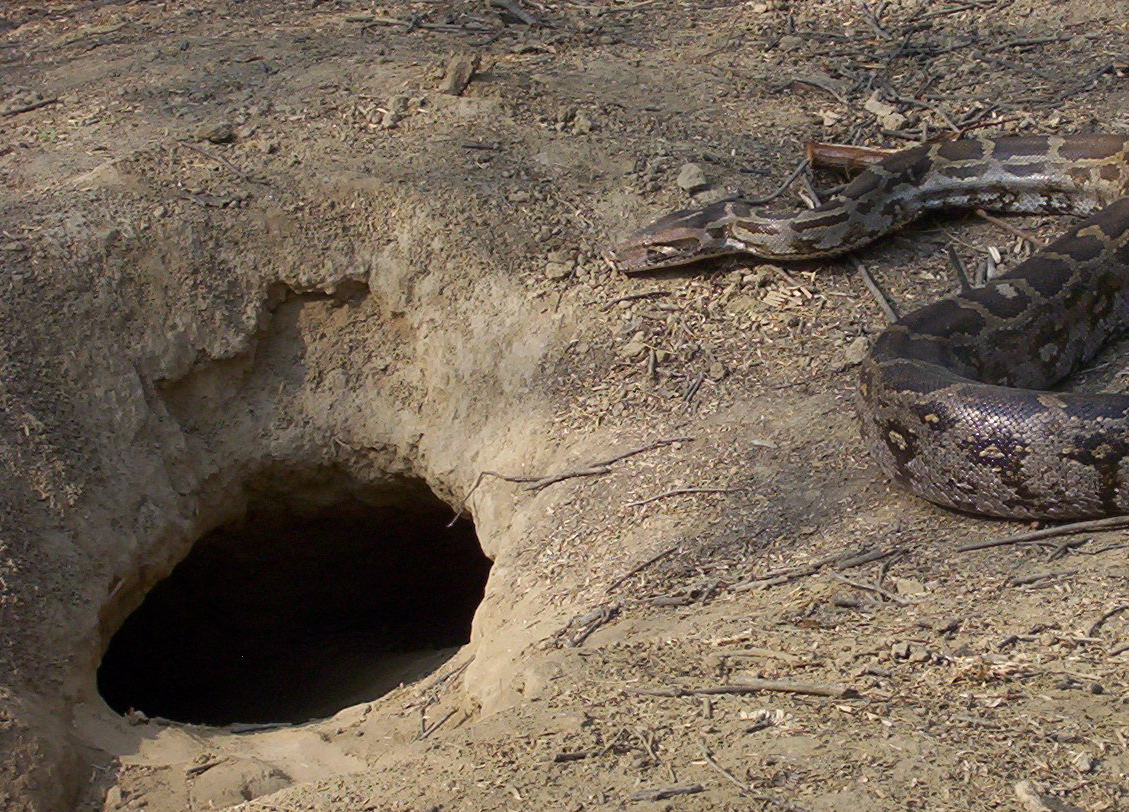
Python molure s'exposant au Soleil (Parc national de Keoladeo, Rajasthan, Inde).
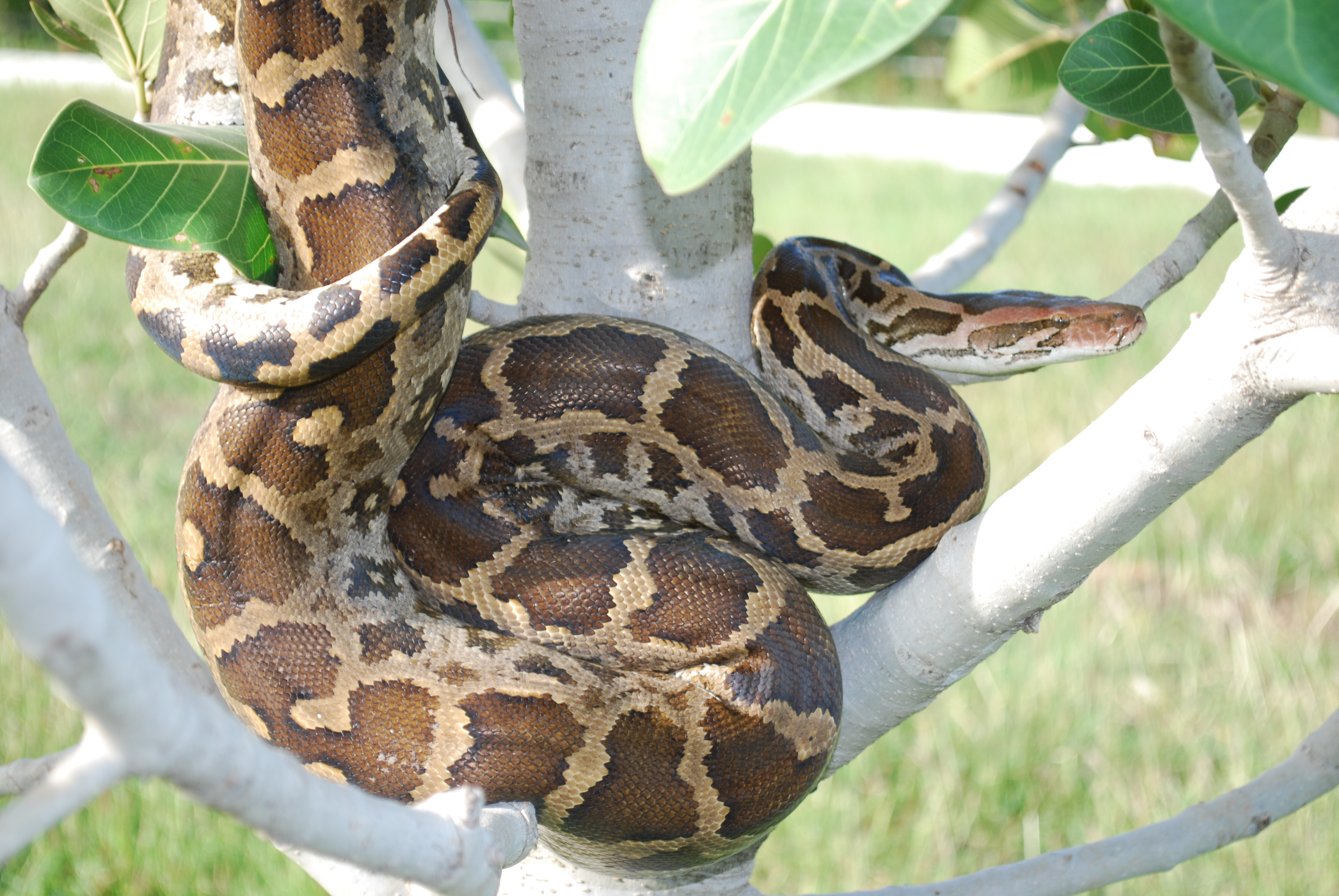
Python indien dans un arbre près du parc national de Nagarhole, Inde
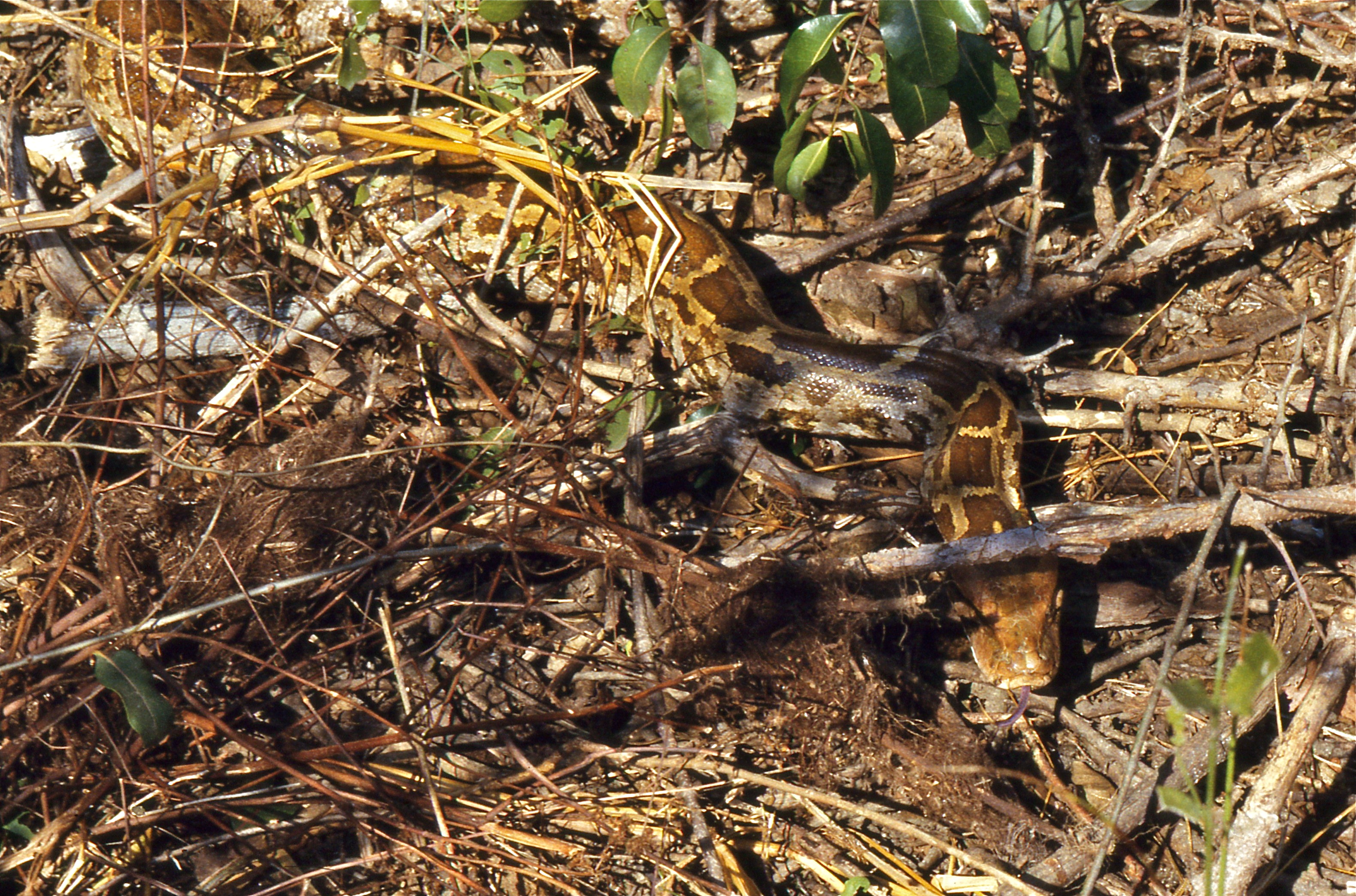
Python molure sous des branchages (Parc national de Keoladeo, Rajasthan, Inde).
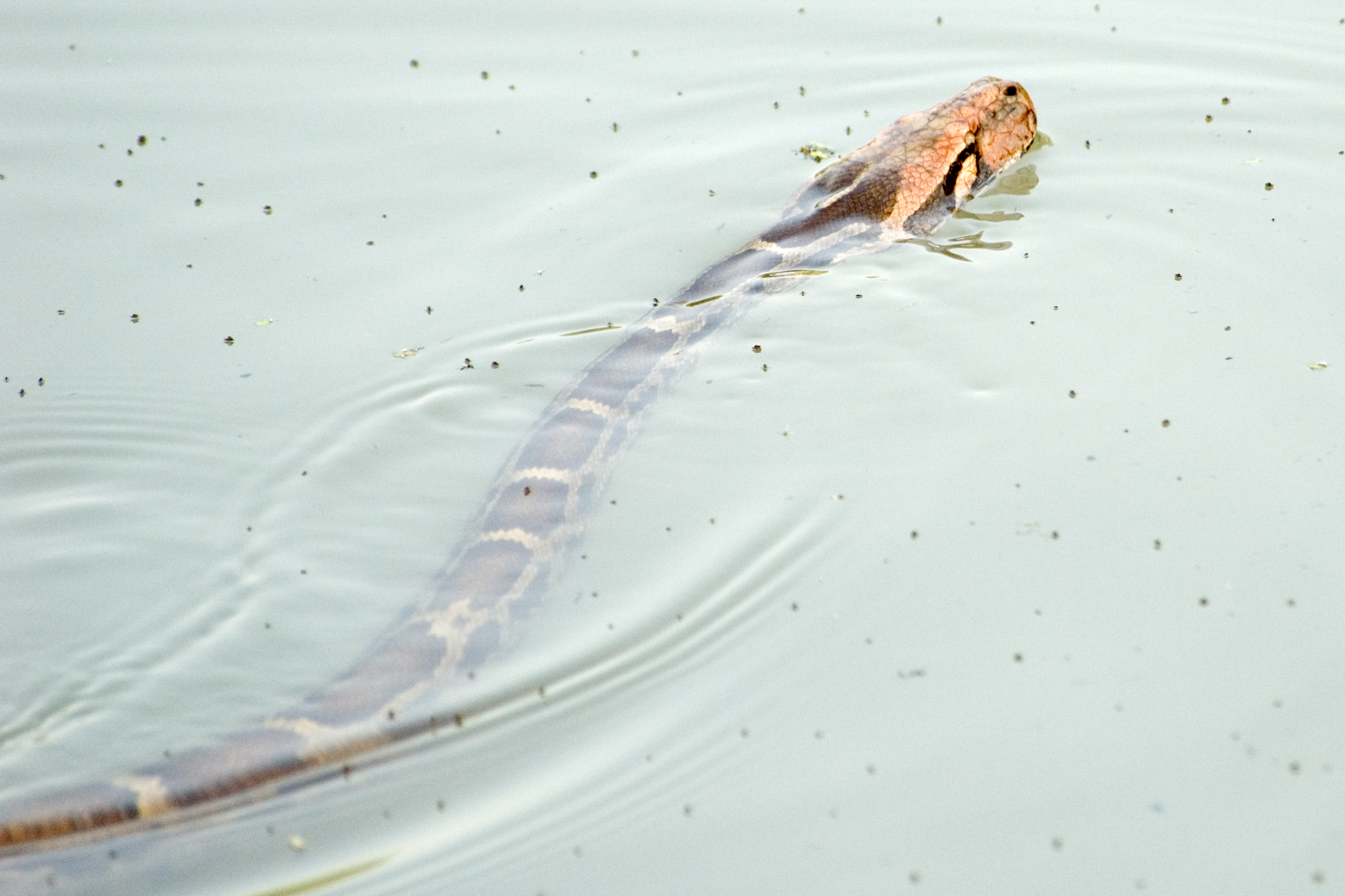
Python molure  nageant (Inde).
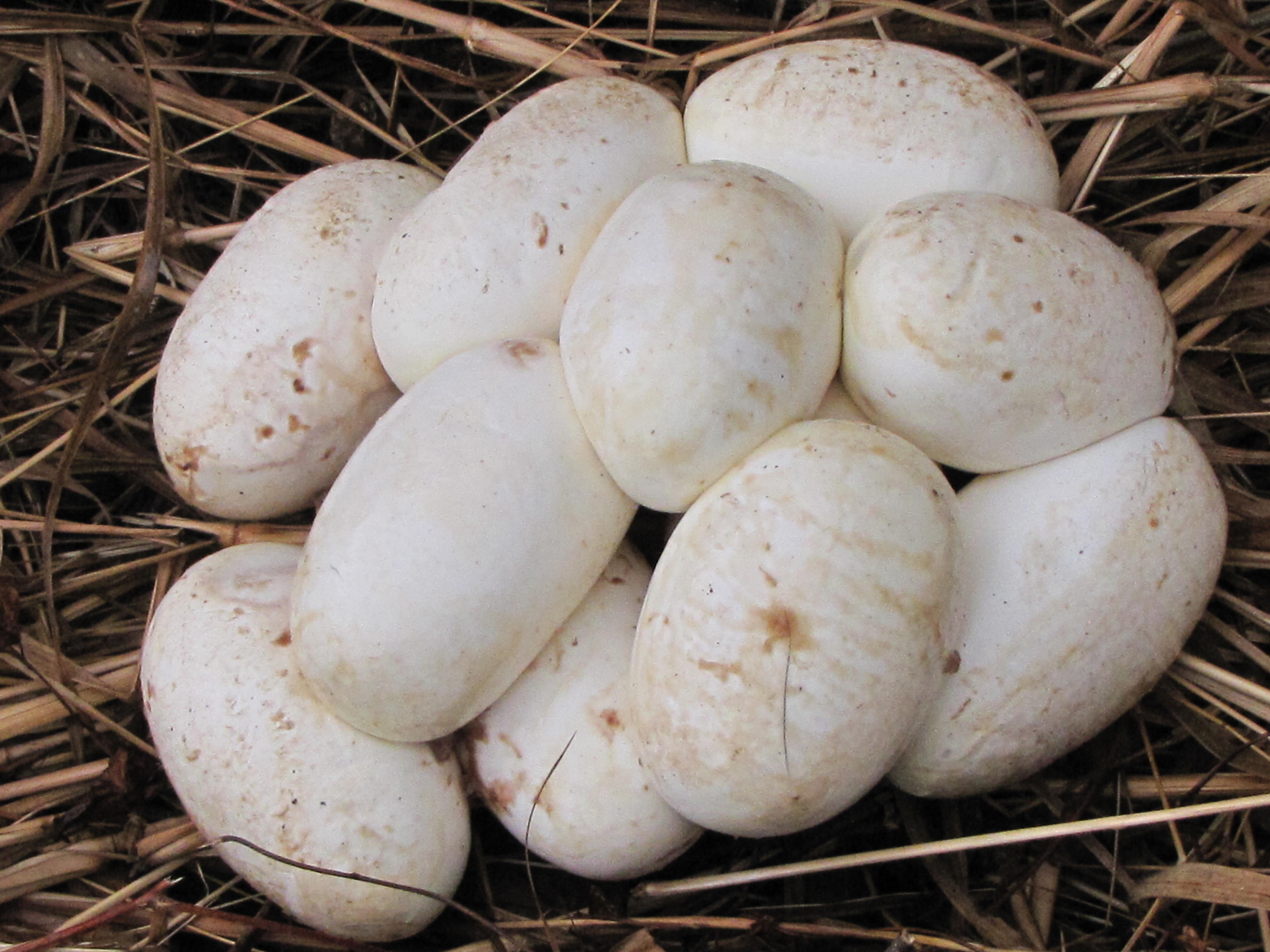
Œufs de python molure.

## Publication originale
- Linnaeus, 1758 : Systema naturae per regna tria naturae, secundum classes, ordines, genera, species, cum characteribus, differentiis, synonymis, locis, ed. 10 (texte intégral).